# Epidemisjukstugan, Örebro
Epidemisjukhuset vid Älvtomtagatan i Örebro uppfördes av Örebro läns landsting och verksamheten startade år 1924. Det egentliga namnet är Örebro läns epidemisjukhus. En tomt förvärvades i Örebro intill Karlaparken. Sjukhuset var avsedd för patienter utanför Örebro stad, eftersom Örebro stad förfogade över ett eget epidemisjukhus vid Skolgatan. År 1937 avvecklade landstinget sjukhuset och istället avtalade man med Örebro stad att köpa 35 sängplatser hos stadens epidemisjukhus. Istället använde man epidemisjukhuset på Älvtomtagatan konvalescentavdelning för Centrallasarettet i Örebro men sjukhuset fick inte byggas om utan det skulle snabbt kunna tas i bruk som epidemireserv.
År 1950 förhandlade landstinget och Örebro stad fram en uppgörelse som innebar att stadens epidemidistrikt från och med 1951 uppgick i landstingets epidemidistrikt. All epidemisjukvård i Örebro med omnejd togs över av landstinget och centraliserades därefter till sjukhuset vid Skolgatan.
Sjukhuset vid Älvtomtagatan fortsatte sin verksamhet som konvalescenthem. Från 1955 fanns i huset en provisorisk psykiatrisk avdelning, i avvaktan på en ny psykiatrisk klinik vid lasarettet. Den funktionen torde senast ha upphört år 1968, när det s.k. NP-blocket blev klart på Regionsjukhuset. 
I slutet av 1960-talet tog landstingen över stadsdistriktsläkarna från staten. I samband därmed, år 1969, omvandlades det gamla epidemisjukhuset till Centrala läkarmottagningen, som blev ursprunget till hela primärvårdsorganisationen i Örebro. På 1980-talet fick verksamheten namnet Älvtomta vårdcentral. I slutet av 1990-talet lämnade primärvården byggnaden och flyttade till det närliggande Karlahuset. Vårdcentralen bytte då namn till Karla vårdcentral.